# Nida (Litauen)

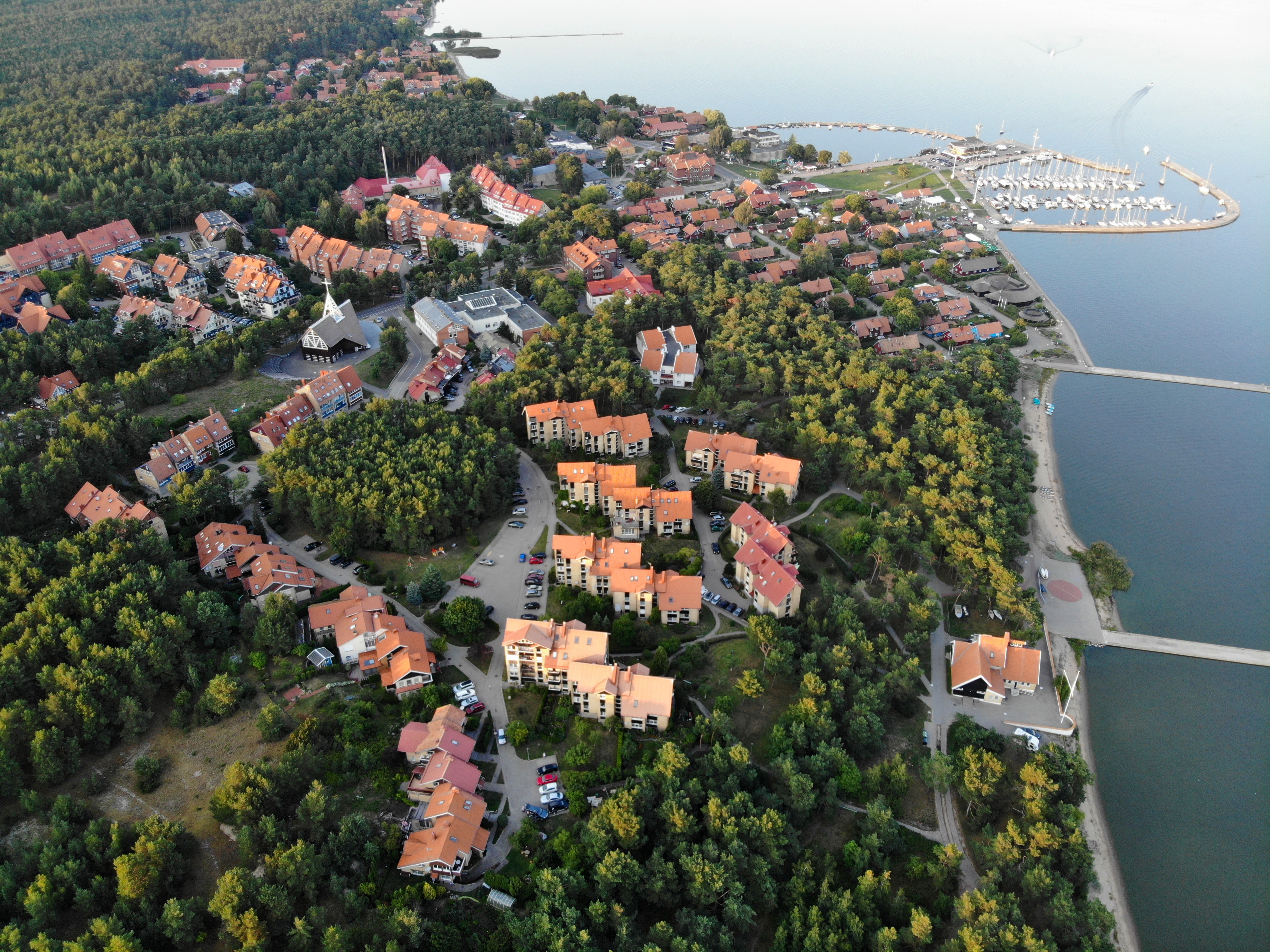
Ortschaft von Süden aus gesehen

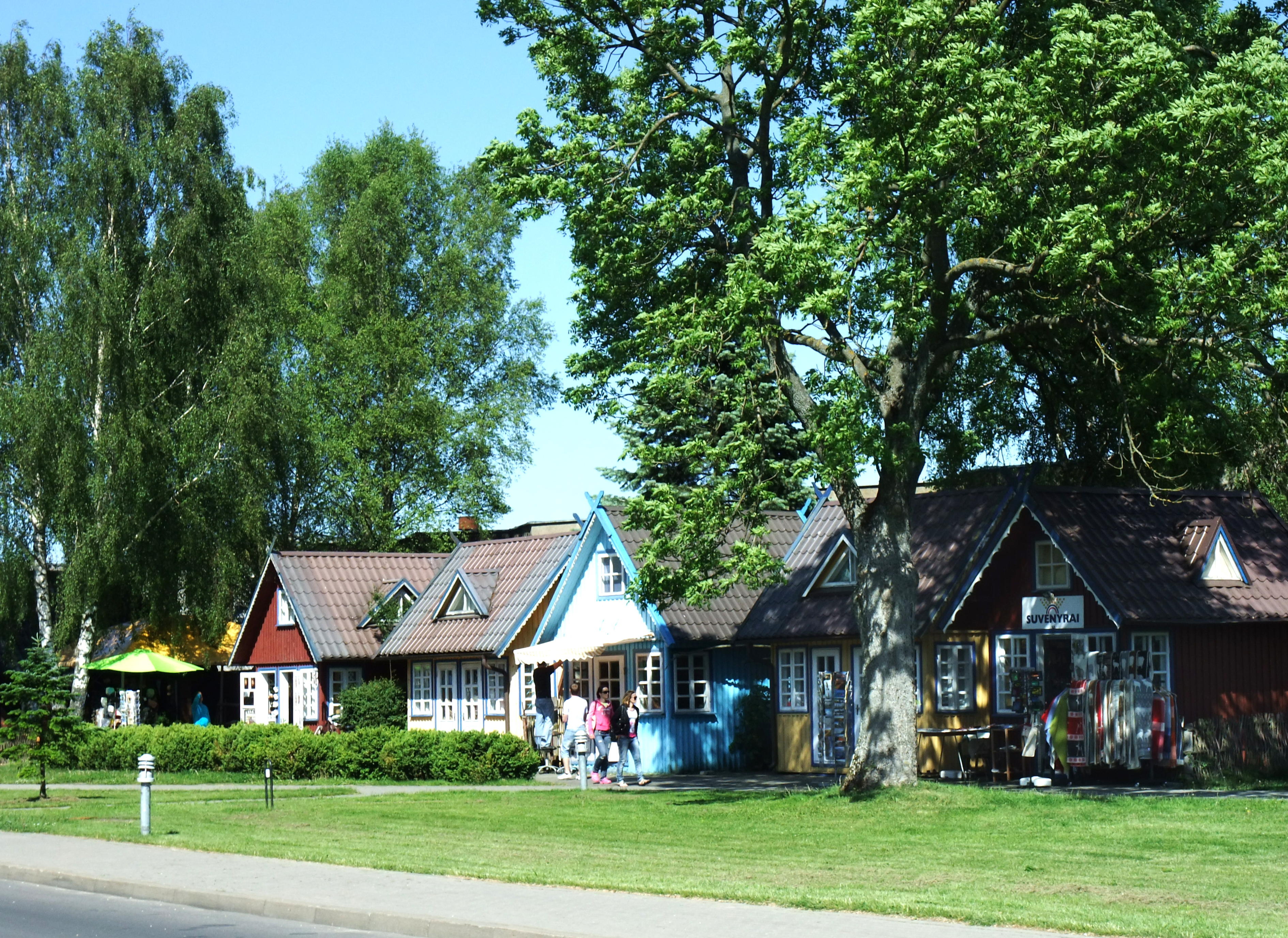
Ortsmitte

Nida (Nehrungskurisch: Nīde, deutsch Nidden) ist eine Ortschaft in Litauen und Sitz der Gemeindeverwaltung der Gemeinde Neringa auf der Kurischen Nehrung an der Ostsee.
Der Ort befindet sich auf der Haffseite der Nehrung und ist heute das wichtigste touristische Zentrum der Kurischen Nehrung.

## Name
Nach übereinstimmenden Hypothesen von Kazimieras Būga, Vilnius Peteraitis und Wolfgang P. Schmid geht der Ortsname nehrungskurisch Nīde (Betonung im Nehrungskurischen und nahestehenden Lettischen generell auf der ersten, hier lang gesprochenen Silbe), litauisch Nida (Betonung hier auf der letzten Silbe), deutsch Nidden wohl auf den rekonstruierten urindogermanischen Wortstamm *neid- / *nid- zurück, der „fließen / strömen“ bedeutet und noch als altindisch nḗdati (Fluss, Strom) erhalten ist. Sie begründen das mit dem Auftreten vieler Ortsnamen dieser Herkunft in Altpreußen, wie Nidzica / dt. Neidenburg, Nida / dt. Nieden und dem Flussnamen Nida / dt. Neide, daneben auch im weiteren baltischen Sprachgebiet, wie dem historisch überlieferten altpreußischen / prußischen Flussnamen Neida, dem altkurischen Flussnamen Nida, oder dem litauischen Flussnamen Nieda (früher *Neida / Rajongemeinde Lazdijai) und auch weit darüber hinaus allgemein im Sprachgebiet indogermanischer Sprachen, wie Nida (urspünglisch keltischer Name) oder Nidda mit dem Fluss Nidda im Maingebiet, dem Fluss Nida in Südpolen und viele weitere Namen in Polen, England, Deutschland und vielen anderen Ländern.
Unklar ist aber, wie dieser eigentlich auf Flüsse hinweisende Name auf die flusslose Kurische Nehrung zwischen Ostsee und Kurischem Haff kam. Möglicherweise spielt er auf Meeresströmungen an. Wolfgang P. Schmid hält es aber für möglich, dass er mit der Expansion der Nehrungskuren seit dem 15. Jahrhundert aus ihrem Herkunftsgebiet Kurland eingeführt wurde. Indizien dafür sind die Existenz eines Dorfnamens Nida bei Rucava im lettischen Kurland und die Tatsache, dass in den lettischen Dialekten Kurlands, von denen sich das Nehrungskurische abspaltete, die Wortstämme Neid- und Nid- alternativ gebraucht werden. Der Ortsname von Nida / Nidden ist in älteren Quellen auch alternativ mit dem Wortstamm Neid- überliefert.
Dass für den Ortsnamen parallel die baltischen oder verdeutschten Formen Nida, Nide, Nidden verwendet wurden, war nicht ungewöhnlich. Bei insgesamt 18 Orten verwendeten die Nehrungsbewohner seit Jahrhunderten verschiedene Namensformen nebeneinander.
Bis 1918 Teil von Ostpreußen bzw. dem deutschen Reich, stand der Ort als Teil des Memellandes bis 1923 unter französischem Mandat, wurde anschließend von Litauen besetzt, 1939 dem Dritten Reich zugeschlagen, 1945 der Sowjetunion unterstellt und ist seit 1990 wieder litauisch. Da sich unabhängig von der staatlichen Zugehörigkeit die lokale, ethnisch kurische Bevölkerung Nidas in der ersten Hälfte des 20. Jahrhunderts als deutsch betrachtete, flüchtete nahezu die gesamte Dorfbevölkerung Ende 1944 in Richtung Westen, was „einen radikalen Bevölkerungsaustausch am Ende des Zweiten Weltkrieges“ zur Folge hatte. Seither, spätestens aber seit 1990, wurde und wird die Bezeichnung Nidden fast nur noch von den geflüchteten Dorfbewohnern und deren Nachfahren gebraucht, während der Ort amtlich nur noch unter Nida geführt wird.

## Lage
Nida liegt auf der Kurischen Nehrung 48 Kilometer von Klaipėda und vier Kilometer von der Grenze zur Russischen Föderation entfernt.
Der Ort lag ursprünglich bis 1675 gut fünf Kilometer weiter südlich jenseits der Hohen Düne / Parnidis-Düne am Grabscher Haken (wohl von altlitauisch *Grābštas/Grābštus / nehrungskurisch grãpšķa / altlettisch *Grābst= „Dieb“ bzw. zugehöriges Verb „greifen/schnappen“-womöglich der Spitzname eines historischen Bewohners), schon im heute russischen Teil der Nehrung (Lage). Verursacht durch Versandung ergab sich die zweite Dorflage von Nida/Nīde/Nidden, das sich von etwa 1675 bis in die 1730er Jahre direkt am Haffstrand befand, etwas nördlich des Grabscher Hakens, etwa an der heutigen russisch-litauischen Grenze (Lage). Somit lag das Fischerdorf damals an der (später versandeten) Poststraße, die über die Kurische Nehrung von Klaipėda (dt.: Memel) nach Königsberg führte. Durch nochmalige Versandung war man 1730 erneut gezwungen, den Ort deutlich nördlicher, nördlich von der Parnidis-Düne ein drittes Mal aufzubauen.

## Geschichte
Die Umgebung ist seit der Jungsteinzeit besiedelt, südwestlich des Ortes wurden die Überreste einer Siedlung aus dem 3. Jahrtausend v. Chr. ausgegraben. Erstmals wurde Nida 1385 in Dokumenten des Deutschen Ordens als mittelniederdeutsch Noyden / Noyken erwähnt. Die Umgebung des Dorfes war im Hochmittelalter vermutlich von prußischen Semba (Samländern / baltischen Samen) und von alten Kuren besiedelt, zu denen deutsche, germanisiert-prußische Siedler und nehrungskurische Siedler aus Kurland kamen, deren letztere Sprache sich durchsetzte.
Seit dem 15. Jahrhundert siedelten sich Nehrungskuren an, deren Sprache Nehrungskurisch dem Lettischen nahesteht. Deutsch und Litauisch waren seit dem 16., endgültig seit dem 18. Jahrhundert aber dagegen gleichberechtigt die Kirchensprachen der lokalen evangelisch-lutherischen Gemeinde. Deutsch war seit dem 18. Jahrhundert auch Amtssprache.
Um 1709 starben Teile der Dorfbevölkerung durch die sich über das Gebiet des Königreichs Preußen verbreitende Große Pest. Der von Agnes Miegel in ihrem Gedicht Die Frauen von Nidden geschilderte Pestfriedhof liegt etwas südlich der zweiten Ortslage. Dem Dorf wurden im 19. Jahrhundert, zwischen 1849 und 1871 die kleinen Dörfer Skruzdynė (nehrungskurisch skruzde Ameise) und Purwin (von prußisch purwins schmutziger Ort, Sumpf; litauisch Purvynė) angegliedert.
Ab 1872 wurde Deutsch alleinige Schulsprache (siehe Nehrungskuren#Assimilation des Kurischen zur Fischersprache und Sprache der Kurischen Nehrung und folgendes Kapitel). Als Teil des Deutschen Kaiserreichs (1871–1918) entwickelte sich die Ortschaft zu einem Seebad und zog zahlreiche neue Bewohner an, 1871 hatte das Dorf insgesamt (mit den beiden eingemeindeten Dörfern) noch 515 Einwohner, 1905 dagegen schon 803.
Nach einer Volkszählung vom März 1897 sahen sich 564 Einwohner des Dorfes als Letten bzw. Nehrungskuren und sprachen auch im Alltag Lettisch bzw. Nehrungskurisch. Im Fischereigewerbe sprachen insgesamt 614 Einwohner Lettisch / Nehrungskurisch als Fachsprache, so dass trotz deutscher Amts- und Schulsprache damals noch die Mehrheit der Dorfbewohner nehrungskurisch / lettisch sprach. Nur kleinere Bevölkerungsgruppen, meistens Zuwanderer, Beamte, Lehrer u. a. sprachen Deutsch oder Litauisch, weshalb die Bewohner meistens mehrsprachig waren.
Bereits ab Ende des 19. Jahrhunderts erlangte das Dorf Bekanntheit durch eine Bewegung bedeutender Bildender Künstler wie Lovis Corinth, Karl Schmidt-Rottluff und Max Pechstein, die in der Abgeschiedenheit des Ortes Ruhe und Inspiration suchten und sich im Gasthaus von Hermann Blode trafen. Bis in die 1930er Jahre vergab zudem die Kunstakademie Königsberg ihren Schülern und Lehrern sogenannte „Blode-Stipendien“, die mit einem kostenlosen Aufenthalt im Dorfgasthof Blode verbunden waren. Daneben fanden sich hier alsbald auch namhafte Schriftsteller wie Carl Zuckmayer und Thomas Mann ein, Thomas Mann von 1930 bis 1932 sogar in einem eigenen, neu gebauten Sommerhaus, das noch heute als Thomas-Mann-Kulturzentrum dient.
Mit Abschluss des Vertrages von Versailles 1919 wurde Nidden bzw. Nida dem Völkerbund-Mandatsgebiet Memelland zugeteilt, wobei die Grenze zum bei Deutschland verbliebenen Ostpreußen nur wenige Kilometer südlich, etwa an der heutigen Grenze zur russischen Oblast Kaliningrad im Bereich der Hohen Düne / Parnidis-Düne / Parnidžio Kopa, lag. Von 1923 bis 1939 gehörte der Ort dann zum unabhängigen Litauen, von dem der NS-Staat das Memelgebiet mit Nida vom März 1939 bis 1944/1945 annektierte.
1944/45 flüchteten fast alle Einwohner des Dorfes – wie überhaupt der gesamten Kurischen Nehrung – vor der anrückenden Roten Armee nach Westen oder wurden ausgewiesen, nachdem die sowjetischen Truppen das Dorf im Februar 1945 besetzt hatten. Nach deren Einmarsch wurde die Evangelisch-Lutherische Kirche geplündert, der Fischerfriedhof mit seinen hölzernen Grabdenkmälern, den Kurenbrettern, verwüstet sowie die Bilder und die Bildersammlung von Ernst Mollenhauer von sowjetischen Soldaten verheizt und die schweren hölzernen Fischerkähne, die Kurenkähne mit ihren charakteristischen Kurenwimpeln, im Haff versenkt.
Die Kurische Nehrung wurde insgesamt zu militärischem Sperrgebiet, hermetisch abgeriegelt bis 1961. Die Neubesiedlung erfolgte danach vorrangig mit Litauern. Nach der Besetzung von 1945 war das Dorf bis 1990 Teil der Litauischen Sozialistischen Sowjetrepublik innerhalb der Sowjetunion.
Ab den 1960er Jahren siedelten sich in Nida wieder schrittweise litauische Künstler an. Wegbereiter war der ehemals stalinistisch verfolgte Maler und Bildhauer Eduardas Jonušas, der sich auch um die Wiederbelebung der Volkstraditionen der Kurischen Nehrung verdient machte. Im Jahr 1965 verbrachte der französische Philosoph Jean-Paul Sartre mit Simone de Beauvoir den Sommerurlaub in Nida, wobei ein bekanntes Bild Sartres beim Strandspaziergang in den Dünen von dem litauischen Fotografen Antanas Sutkus entstand.
Ab 1990 bzw. Litauens erneuter Erlangung der Unabhängigkeit wurde verstärkt der Wieder- und Neuaufbau des Dorfes betrieben, beflügelt nicht zuletzt durch den Tourismus. Heute ist Nida mit 1500 ständigen Einwohnern die größte Ortschaft der Kurischen Nehrung.

## Kirchen

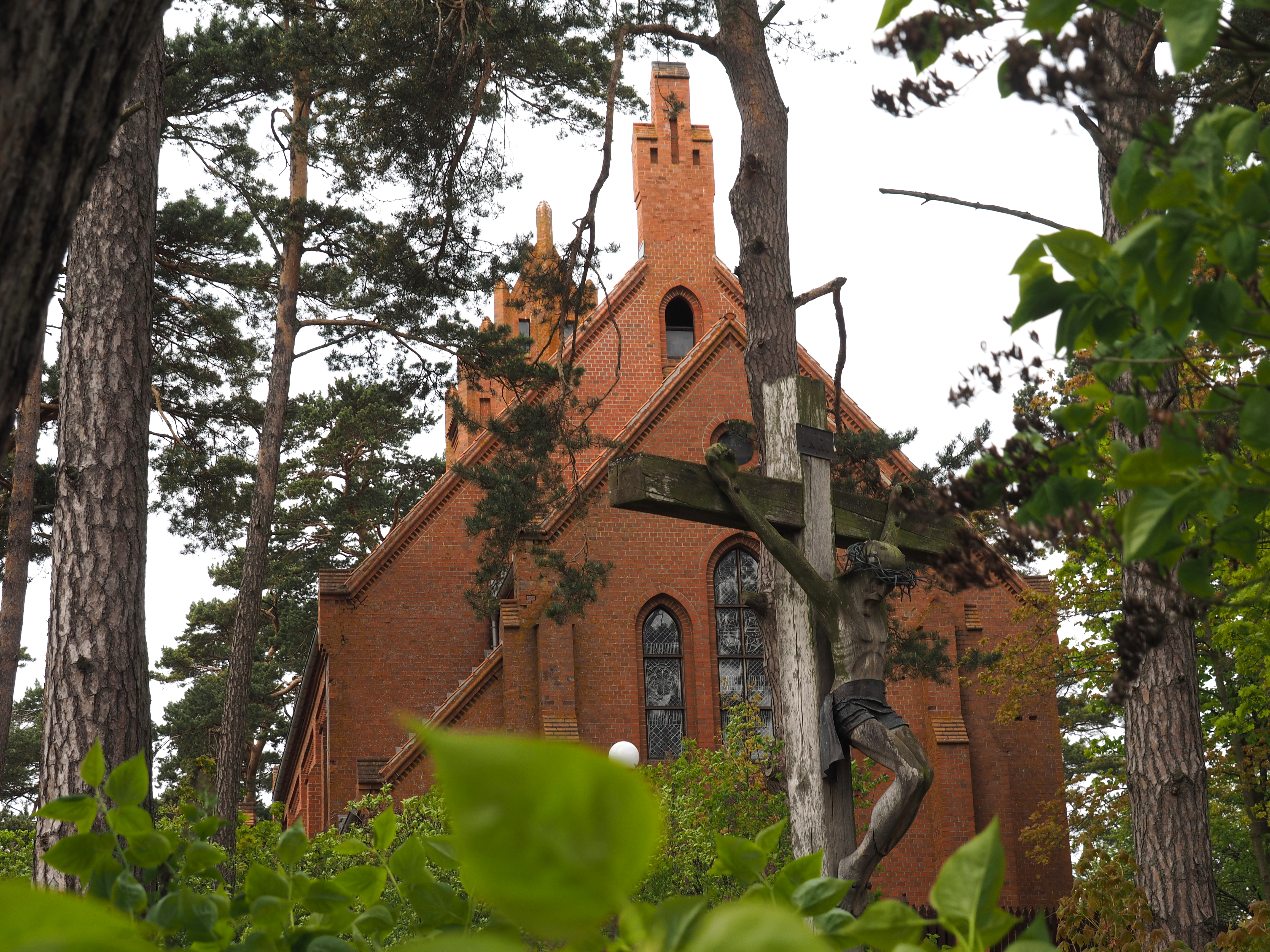
Die evangelische Kirche in Nida von 1888

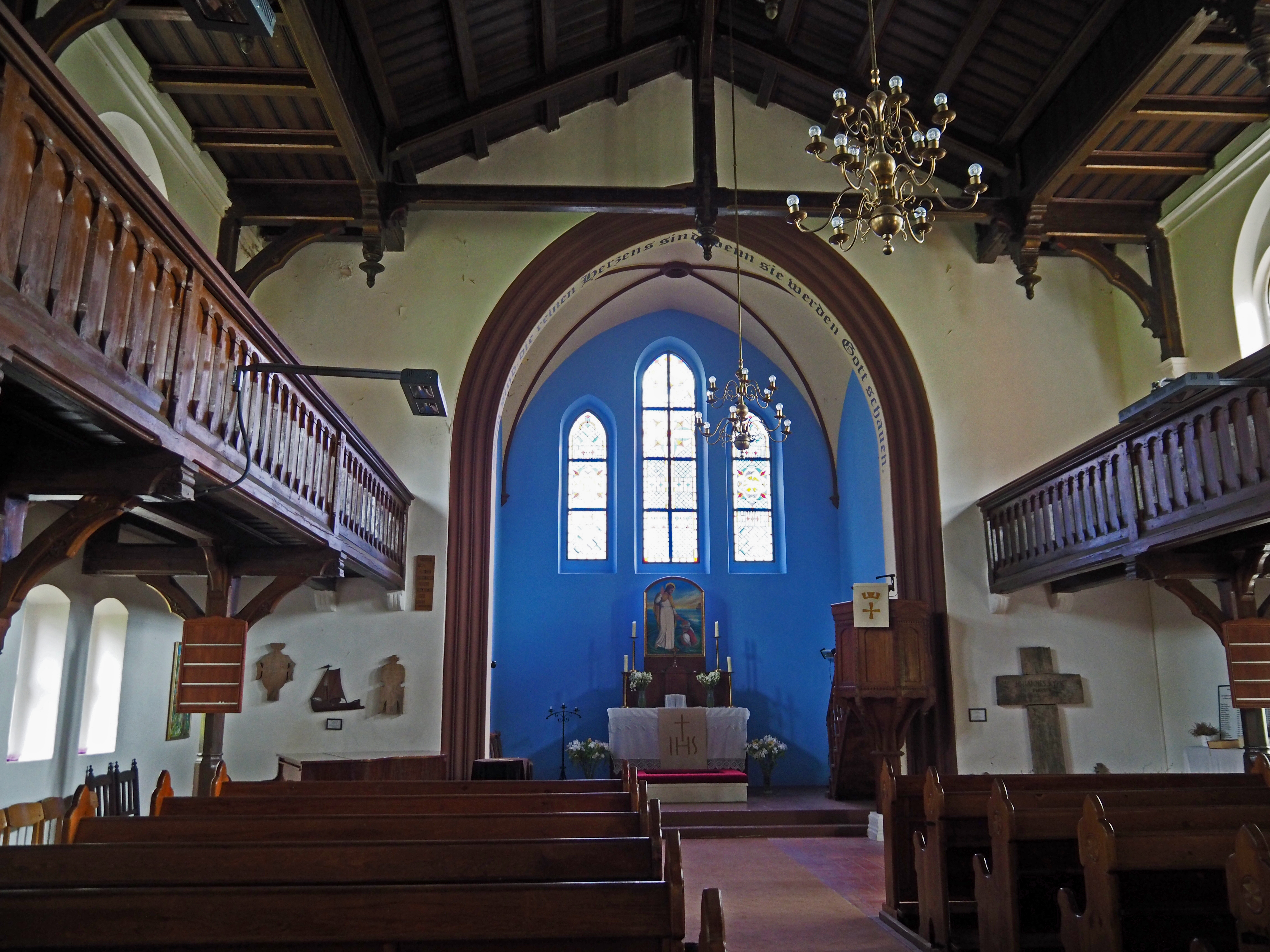
Innenraum der Evangelischen Kirche

### Evangelisch

#### Kirchengemeinde
Vor Gründung einer Kirchengemeinde im einstigen Nidden gehörte das Dorf erst zum Kirchspiel des untergegangenen Dorfes Kunzen (russisch: Krasnoretschje), ab 1797 zur Pfarrei Schwarzort (heute litauisch: Juodkrantė). Von 1812 an wurden Gottesdienste in einem Wohnhaus gehalten, das noch bis in die 1860er Jahre als Pfarr- und Schulhaus diente. 1847 wurde eine selbstständige Kirchengemeinde mit eigener Pfarrstelle errichtet und 1854 mit den Nachbarorten Preil (heute litauisch: Preila) und Perwelk (Pervalka) zu einem Kirchspiel zusammengefasst, das bis 1945 bestand und zum Kirchenkreis Memel (Klaipėda) innerhalb der Kirchenprovinz Ostpreußen der Kirche der Altpreußischen Union gehörte. In den 1990er Jahren wurde das kirchliche Leben aktiviert, sodass heute in Nida eine angesehene Gemeinde der Evangelisch-lutherischen Kirche in Litauen besteht.

#### Kirchengebäude
Die evangelische Kirche in Nida wurde 1888 im neugotischen Stil aus roten Ziegelsteinen neben dem alten Friedhof auf einer kleinen Anhöhe gebaut. Der Altar und die Kanzel sollen aus der von Versandung bedrohten und inzwischen nicht mehr existierenden Kirche in Kunzen stammen. Eine markante Holzdecke sowie Fensterglasmalereien bestimmen das Kircheninnere. Das Altarbild von Erika Freyer-Henkel zeigt die Rettung des untergehenden Petrus durch Jesus. Die Orgel ist ein Werk des Orgelbaumeisters Gebauer aus Königsberg (Preußen). Die beiden Altarleuchter stiftete Kaiserin Auguste Viktoria. Während der Zeit der Sowjetunion fand die Kirche eine zweckentfremdete Nutzung als Heimatmuseum. Heute ist sie wieder Gotteshaus, in dem in den Sommermonaten Gottesdienste in deutscher Sprache gehalten werden.

#### Pfarrer in Nidden (1847–1945)
Zwischen 1847 und 1945 amtierten (bei etlichen Vakanzzeiten) in Nidden 19 evangelische Geistliche:
- Gustav Egbert Sylla, 1847–1855
- Johann Pipirs, 1861–1863
- Albert Fr. Th. Hoffheinz, 1863–1868
- Christoph G. E. Pohl, 1868–1873
- August Jussas, 1873–1876
- Karl Gustav Julius Echternach, 1876–1894
- Hermann Robert Jopp, 1894–1903
- Arthur Bruno Heinrich Pipirs, 1903–1906
- Franz Großjohann, 1906–1913
- Eduard Kittlaus, 1915–1918
- Johannes Magnus, 1918–1923
- Paul Schencke, 1923–1925
- Georg Henkys, 1927–1929
- Ewald Edelhoff (Vikar), 1929–1930
- Johannes Kypke, 1930–1935
- Bruno Ribbat (Vikar), 1936–1937
- Johann Buttgereit (Vikar), 1936–1940
- Walter Pallentin, 1942–1943
- Waldemar Küther, 1943–1945

### Katholisch

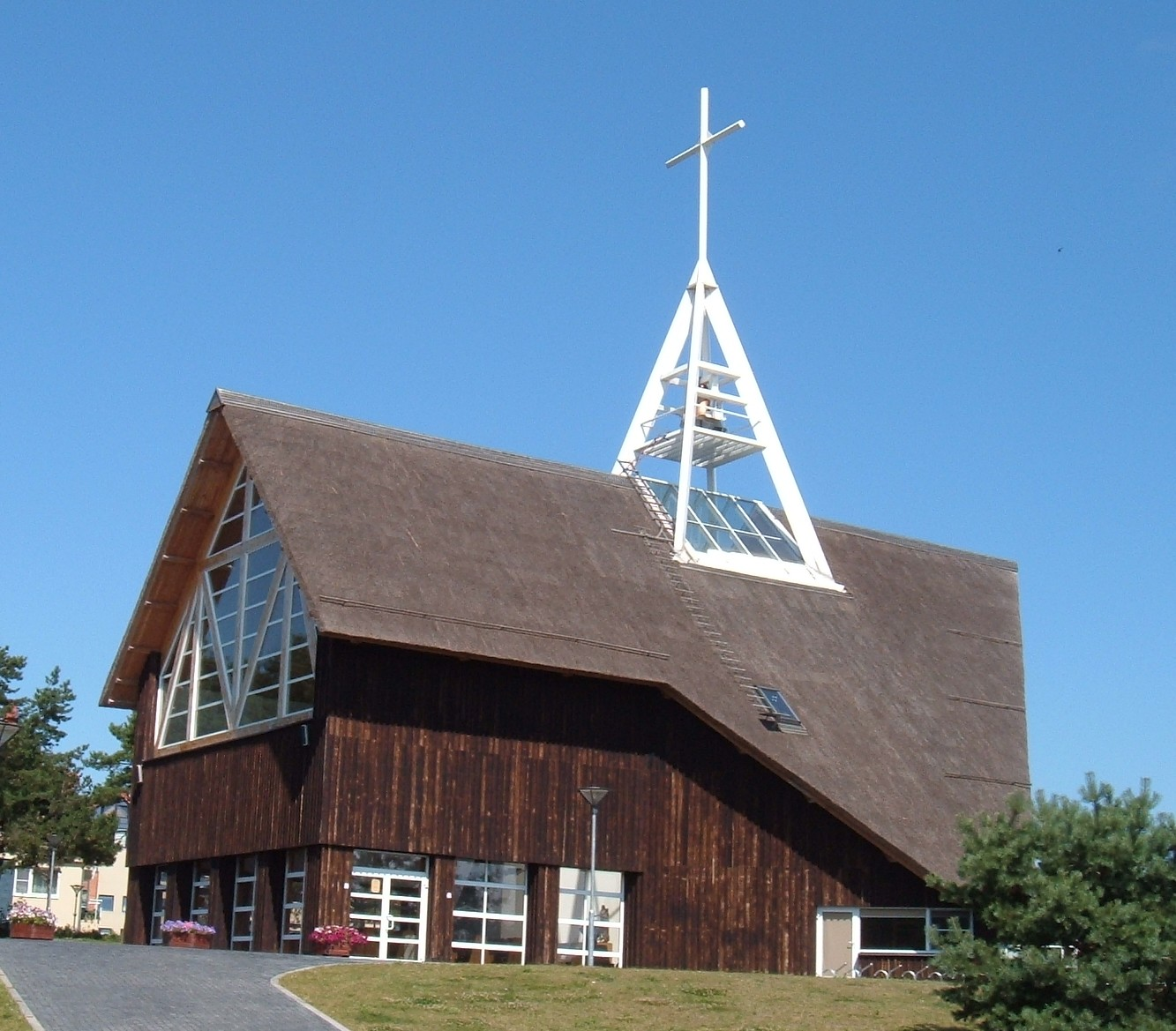
Katholische Kirche in Nida (2004)

2003 wurde in der Ortsmitte eine katholische Kirche errichtet. Sie entstand nach den Plänen der Nidaer Architekten Ričardas Krištapavičis und Algimantas Zaviša und heißt Maria, Hilfe der Christen. Das holzverkleidete Gotteshaus mit großen Klarglas-Fensterflächen trägt ein Schilfdach. Der offene Dachreiter mit der Glocke und einem hohen Kreuz ist weithin sichtbar. Die Gemeinde gehört zum Bistum Telšiai.

## Persönlichkeiten

### Söhne und Töchter des Ortes
- Reinhard Henkys (1928–2005), deutscher Publizist und Journalist

### Mit dem Ort verbunden
- Hermann Blode (1862–1934), deutscher Hotelier, Kunstsammler und Mäzen
- Lovis Corinth (1858–1925), deutscher Maler
- Eduardas Jonušas (1932–2014), litauischer Maler und Bildhauer
- Hans Kallmeyer (1882–1961), deutscher Maler
- Erich A. Klauck (1897–1979), deutscher expressionistischer Maler, lebte und arbeitete zwischen 1925 und 1941 phasenweise in Nidden
- Carl Knauf (1893–1944), deutscher Landschaftsmaler
- Thomas Mann (1875–1955), deutscher Schriftsteller, arbeitete und erholte sich in Nidden zwischen 1929 und 1932
- Ernst Mollenhauer (1892–1963), deutscher Landschaftsmaler, lebte und arbeitete von 1924 bis 1945 in Nidden
- Jean-Paul Sartre (1905–1980), französischer Philosoph, Sommerfrische 1965[21]
- Antanas Sutkus (* 1939), berühmtester litauischer Fotograf, der 1965 Jean-Paul Sartre und Simone de Beauvoir begleitete und das ikonische Foto von Sartre auf der Düne schoss.

## Wirtschaft
Der mit Abstand wichtigste Wirtschaftszweig in Nida ist der Fremdenverkehr. Der Ort gilt als der bekannteste Anziehungspunkt für ausländische Touristen in Litauen. Die Besucher kommen zum einen aus Litauen, zudem aus Deutschland, Skandinavien und dem übrigen Baltikum. In Nida befinden sich eine gut ausgebaute gastronomische Infrastruktur und viele Hotels unterschiedlicher Preiskategorien. Daneben gibt es ein dichtes Netz an Wanderwegen, Fahrradwegen und Campingmöglichkeiten.

## Verkehr

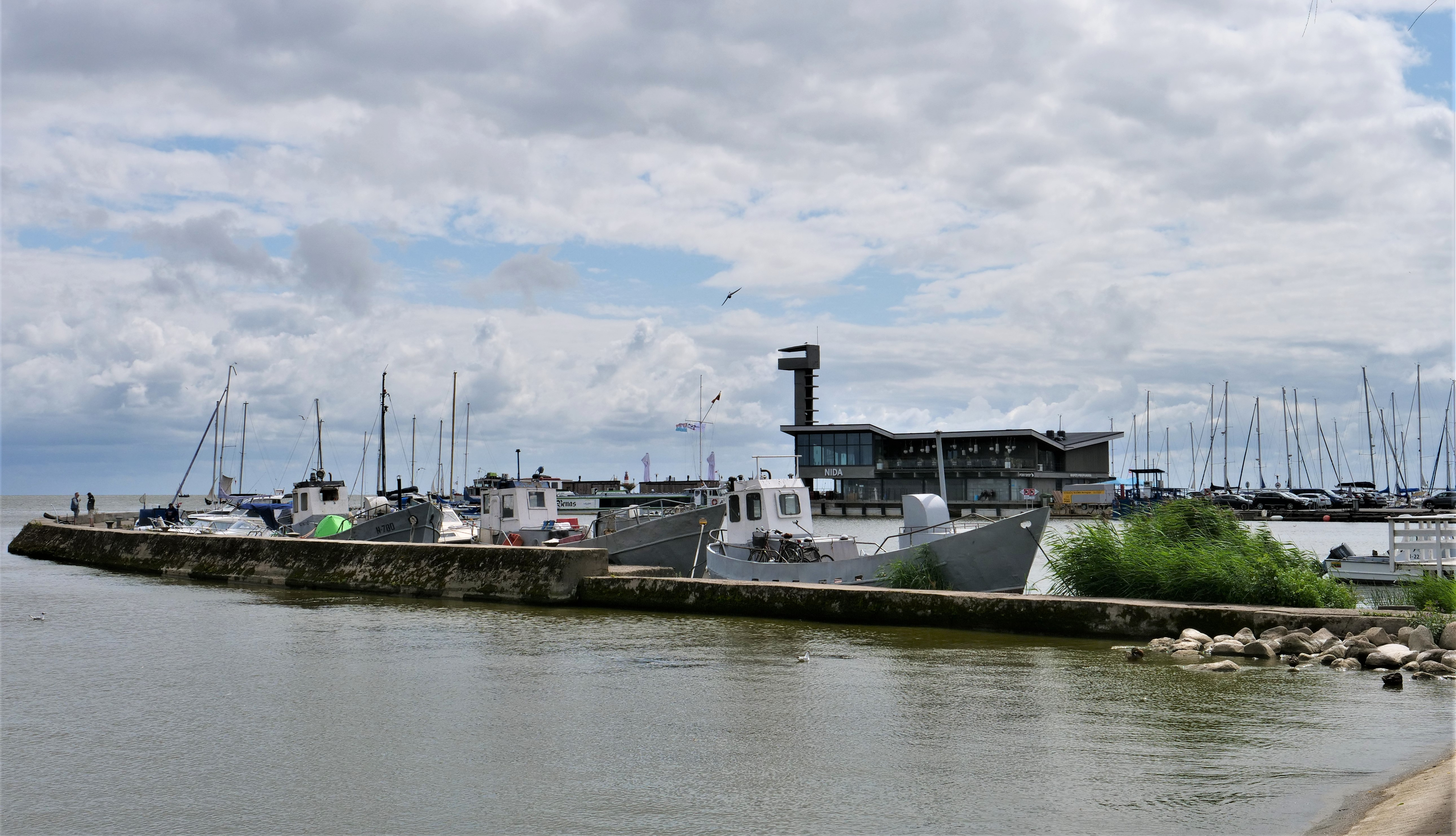
Hafen

Nida liegt vier Kilometer nördlich der Grenze zur russischen Oblast Kaliningrad (Gebiet Königsberg (Preußen)). Westlich des Dorfes verläuft die Regionalstraße KK 167, die auf russischer Seite in die Fernstraße R 515 übergeht und auf diese Weise Klaipėda (Memel) mit Selenogradsk (Cranz) verbindet.
Es fahren täglich mehrere Linienbusse vom zentral gelegenen Busbahnhof aus nach Klaipėda und weiter nach Kaunas, Vilnius (deutsch Wilna) und Liepāja (deutsch Libau). Außerdem existierte bis zur Grenzschließung eine Busverbindung auf die russische Seite der Nehrung.
Der Hafen Nida entstand im 19. Jahrhundert.

## Sehenswürdigkeiten

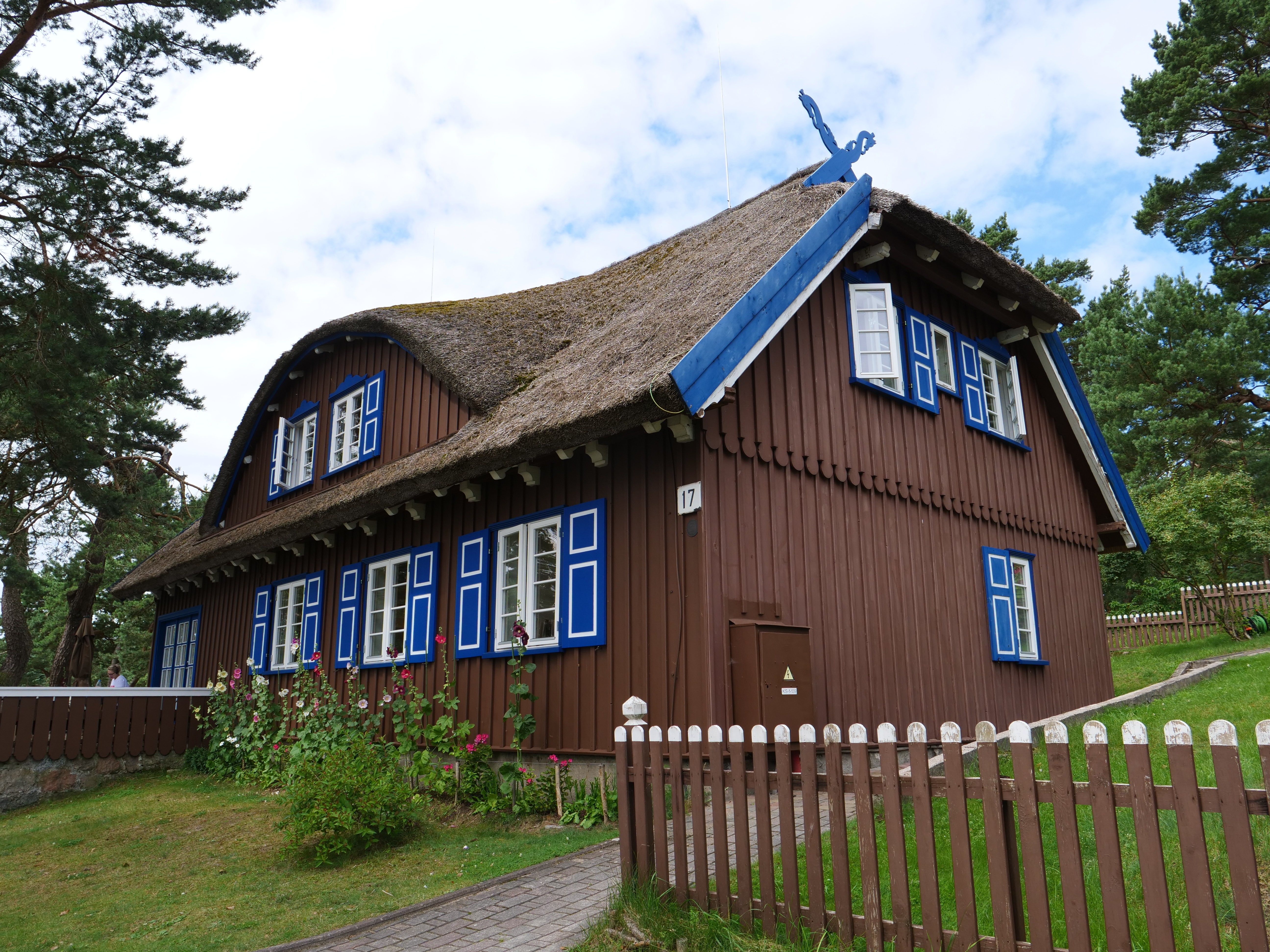
Thomas Manns Sommerhaus

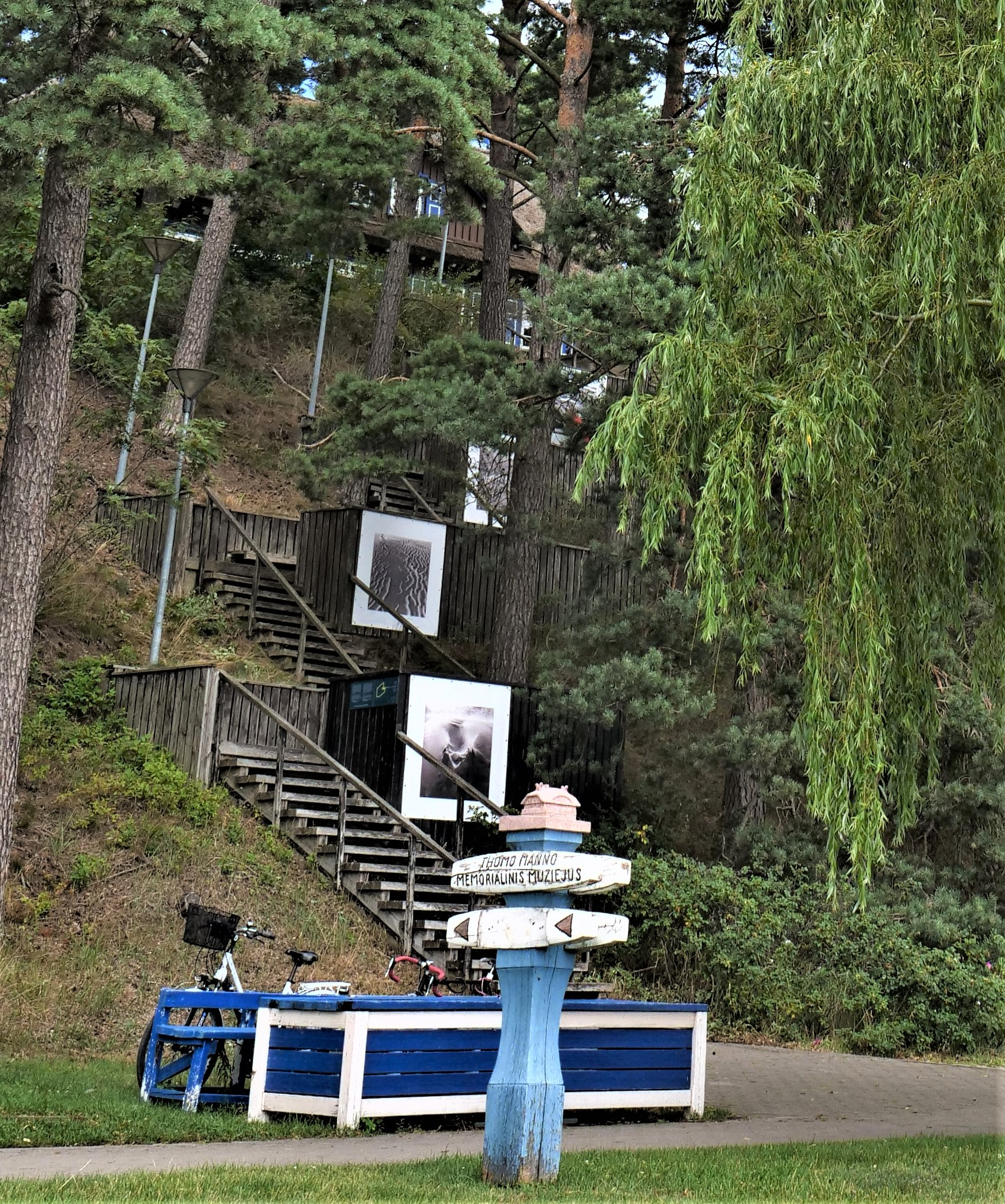
Aufgang zum Thomas-Mann-Haus

- Landschaft

Als Hauptattraktion von Nida gilt die landschaftlich reizvolle Lage an der Haffküste der Kurischen Nehrung. Um Nida herum gibt es viele Wälder, Heide- und Dünengebiete. Unter anderem befindet sich hier die nach der Dune du Pyla bei Arcachon zweithöchste Düne Europas, die Hohe Düne im Nerija-Nationalpark.

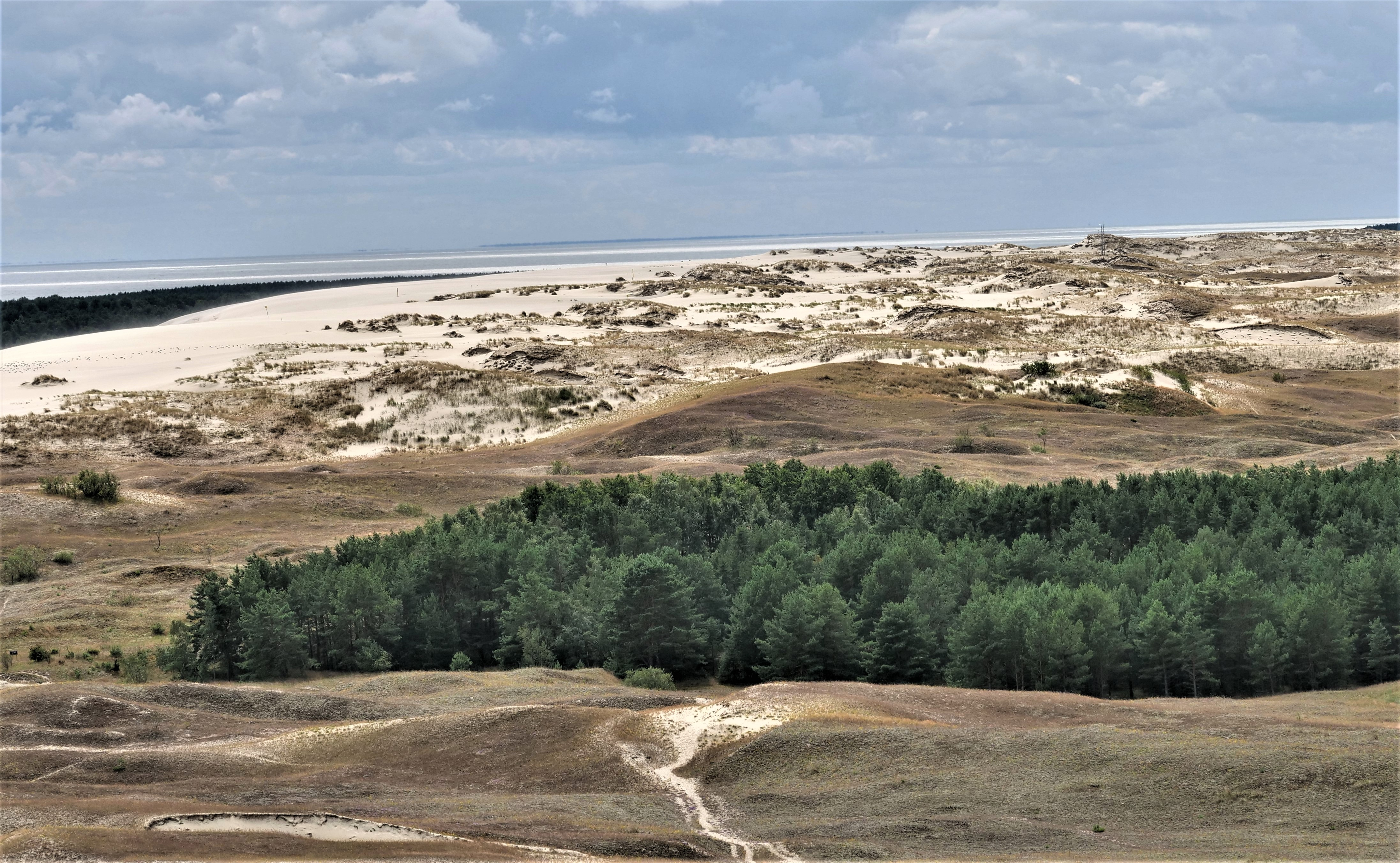
Hohe Düne – Geländeformation
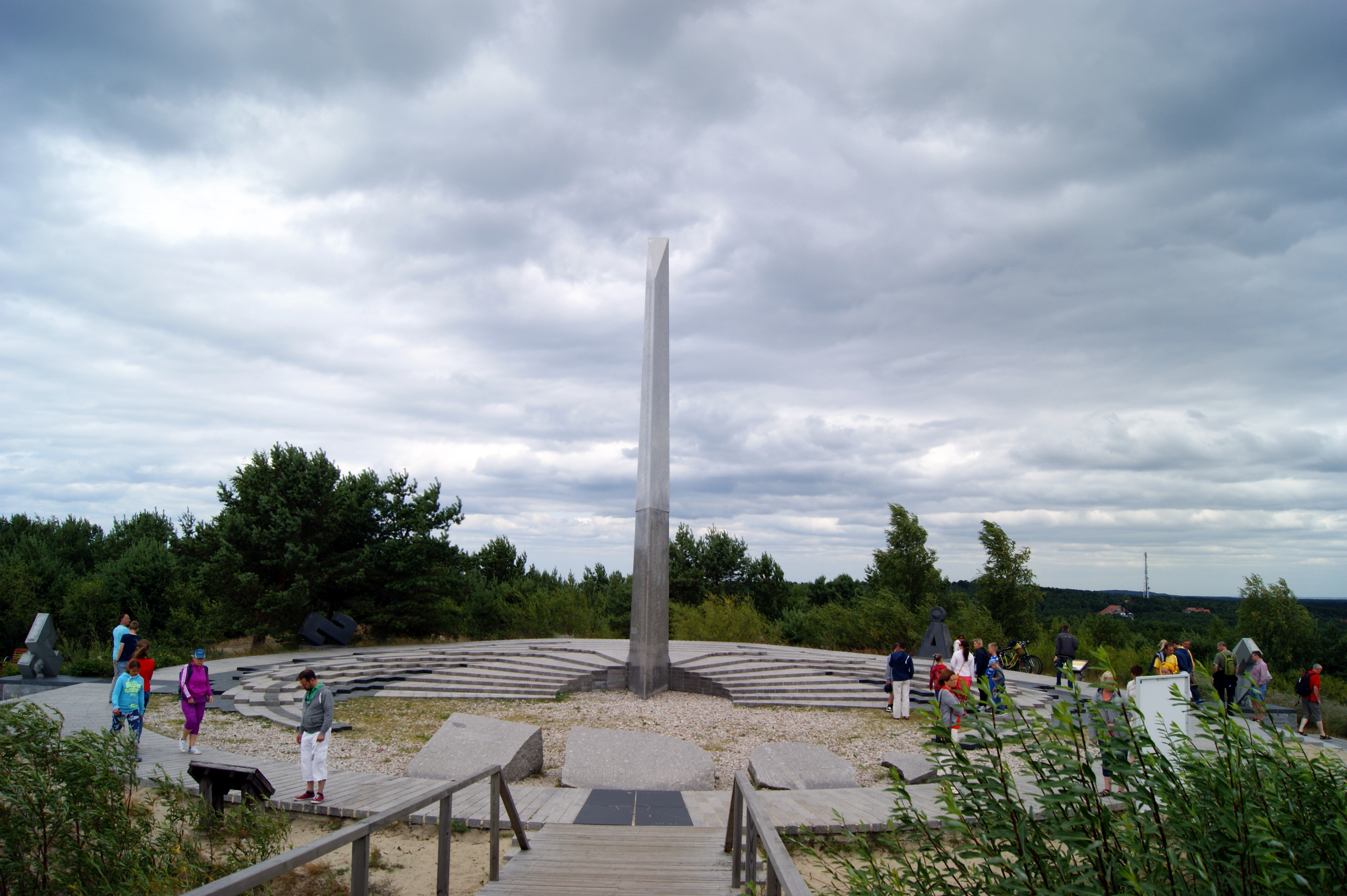
Sonnenkalender auf der Hohen Düne
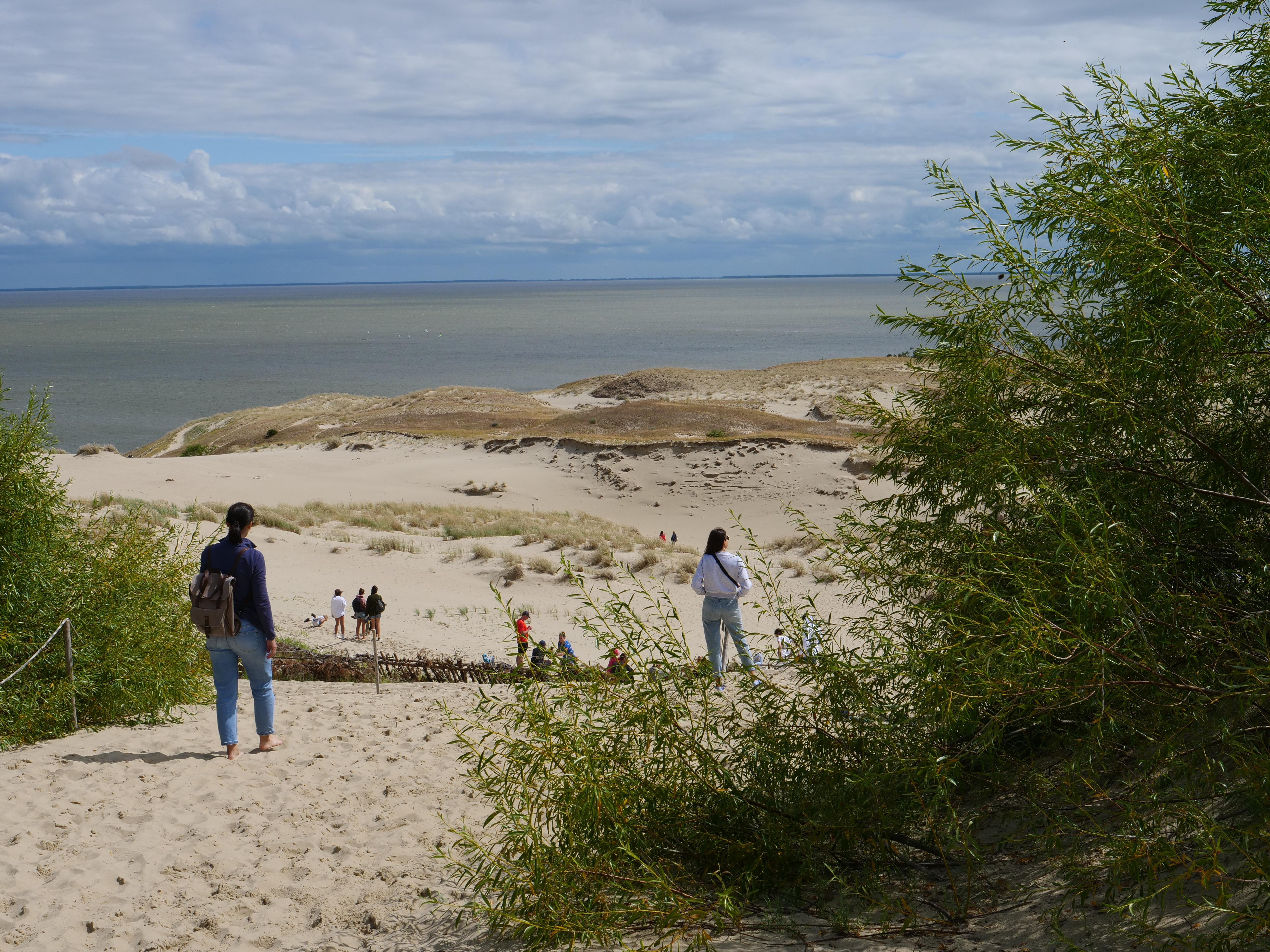
Hohe Düne und Kurisches Haff
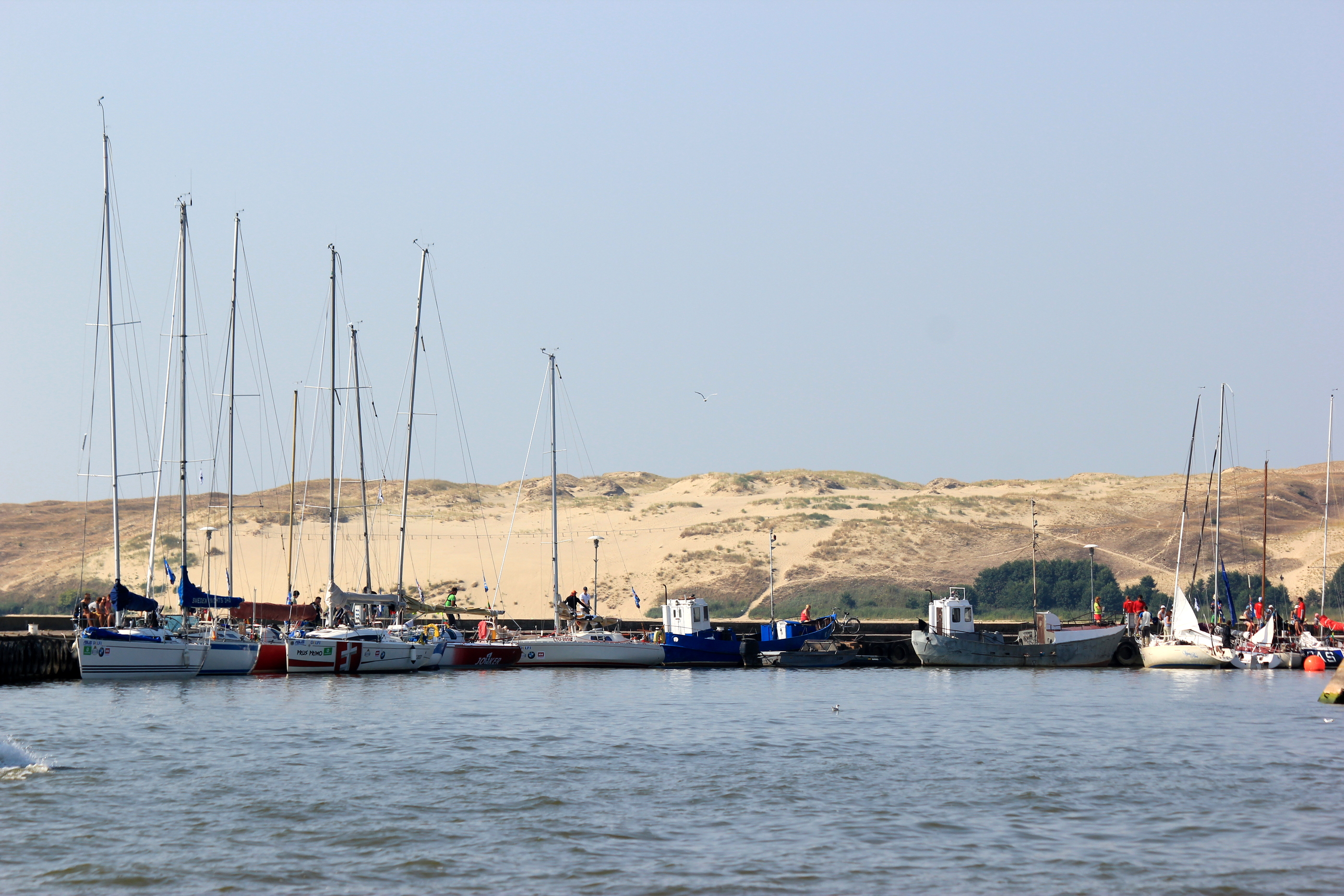
Dünenblick vom Haff aus
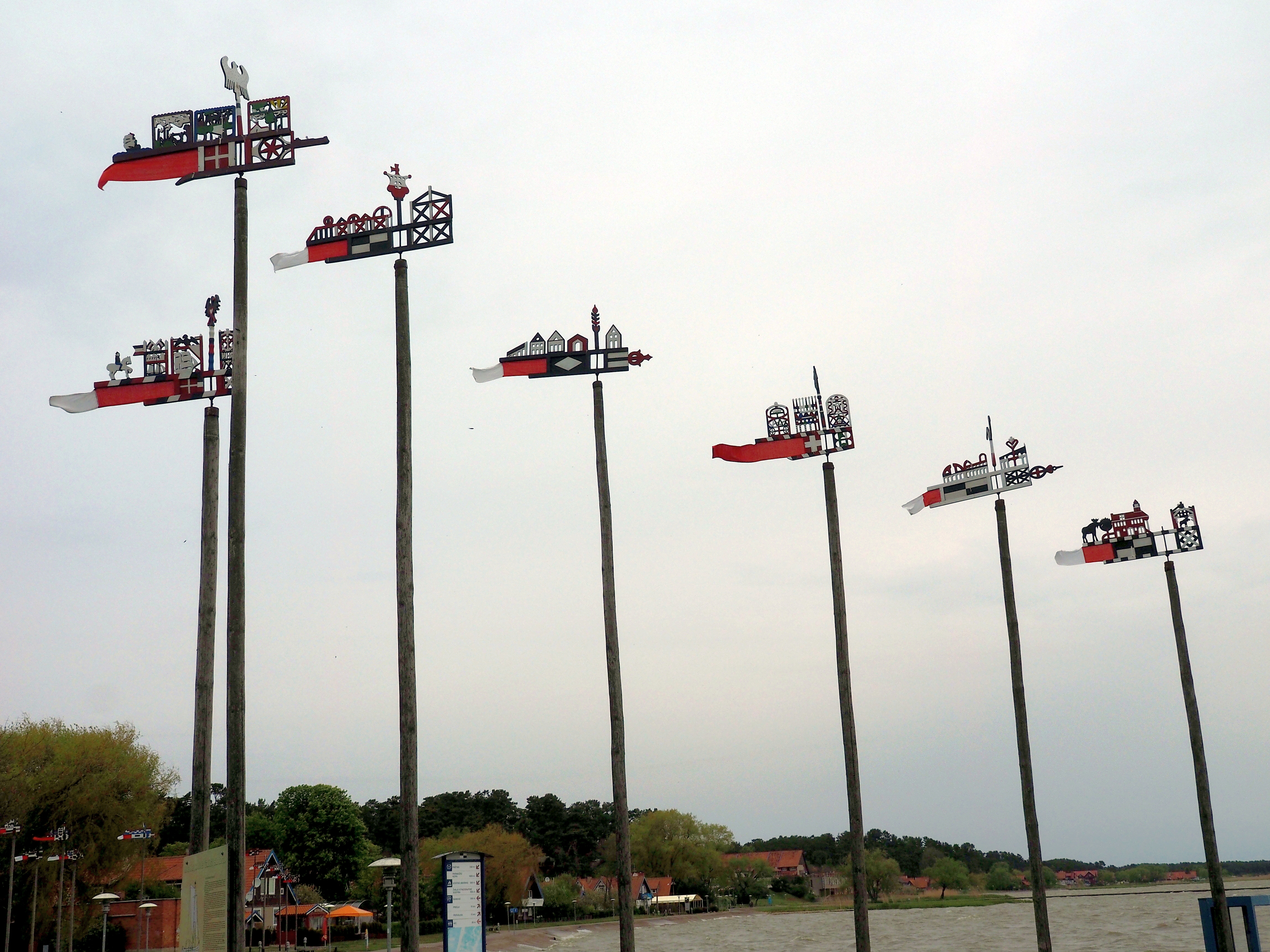
Kurenwimpel im Hafen

- Thomas Manns Sommerhaus

1929 erbaute Thomas Mann auf dem „Schwiegermutterberg“, im Norden Niddens, Ortsteil Purwin, für sich und seine Familie ein Ferien- und Sommerhaus. Es bot einen großartigen Blick über das Kurische Haff. Er verbrachte hier die Sommerferien von 1930 bis 1932 mit seiner Familie und arbeitete gleichzeitig an seinem Josephsroman. 1995 wurde in dem Haus das Thomas-Mann-Museum und das Thomas-Mann-Kulturzentrum eingerichtet. Seit 1997 werden jedes Jahr internationale Sommerfestivals und Seminare durchgeführt.
- Bernsteinmuseum

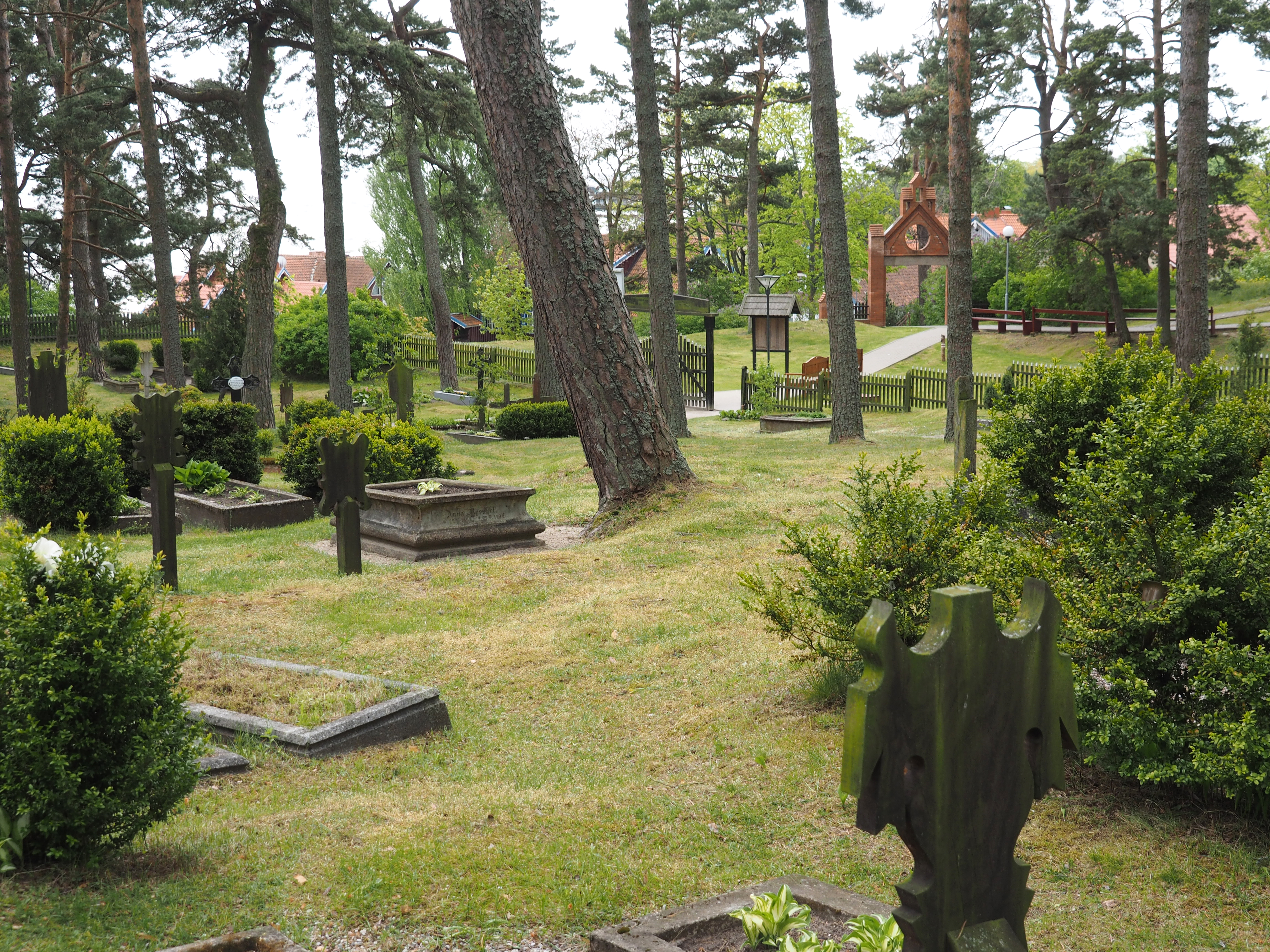
Alter Friedhof an der Evangelischen Kirche in Nidden

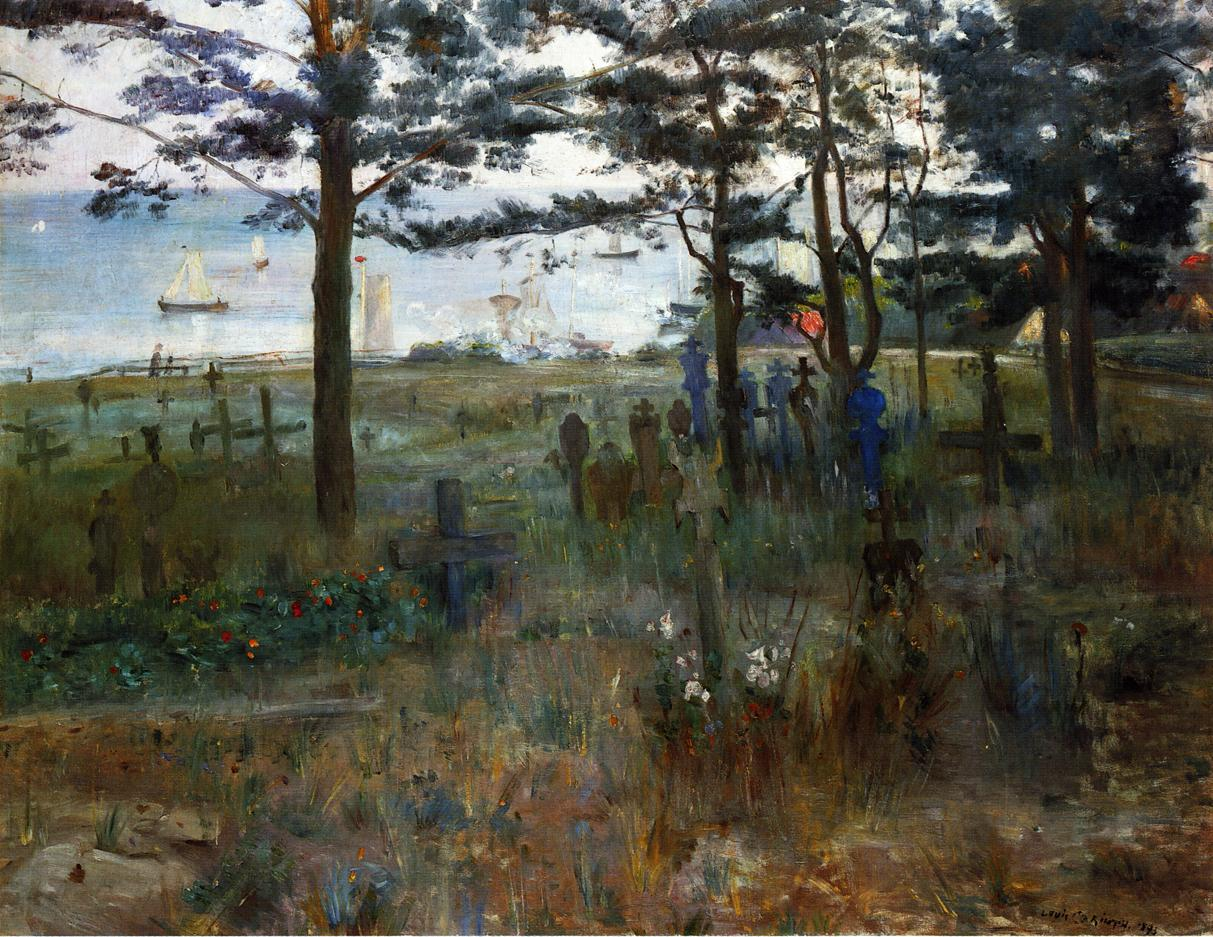
Lovis Corinth: Kirchhof in Nidden, 1893

- Der Leuchtturm Nida auf dem Urbas Berg
- Fischermuseum: ein typisches Haus einer vor hundert Jahren in Nida ansässigen Fischerfamilie.
- Alter Friedhof mit den typischen Kurenbrettern
- Künstlerkolonie

Mit der Entstehung des Expressionismus ab 1900 zog es eine Vielzahl von Künstlern nach Nidden, unter ihnen so bekannte Maler wie Lovis Corinth, Max Pechstein und Karl Schmidt-Rottluff. Um den damaligen Treffpunkt dieser Maler, den Gasthof Blode, entstand die Künstlerkolonie Nidden; dieser Gasthof existiert unter dem Namen Nidos Banga heute noch.
- Strandpromenade: Nida hat eine sehenswerte Strandpromenade und einen Jachthafen mit Ausblick auf die Hohe Düne.
- Gedenkstätte Segelflug

Südlich von Nida liegt östlich im Wald – von der Hohen Düne aus zu sehen – eine Gedenkstätte für die Pioniere des litauischen Segelflugs. Hier befindet sich ein Denkmal, das den deutschen Weltrekord-Segelflieger Ferdinand Schulz würdigt.